# Technical Sports Racing
Technical Sports Racing (conosciuta anche con l'acronimo TSR) è una azienda giapponese che produce componenti per motociclette.
Dal 1991 partecipa, con varie modelli di motociclette, in diverse classi del motomondiale. Le prime stagioni ha corso solo come team, mentre dal 1998 entra come costruttore nella classe 250 allargandosi anche alla classe 500 la stagione successiva.

## Storia
La TSR ha preso parte al motomondiale in una doppia veste, sia quella di team, sia quella di costruttore; in entrambi i casi ha sempre avuto uno stretto rapporto di collaborazione con la Honda.
Nel 1991 l'unico pilota del team è Noboru Ueda, che conquista due vittorie in stagione, mentre nel 1992, sempre in 125, schiera invece Kazuto Sakata. Nel 1993 si presenta nella classe 125 con Kazuto Sakata e Takeshi Tsujimura, che chiudono secondo e terzo in classifica con tre vittorie in totale. Nella stagione successiva viene confermato in 125 Takeshi Tsujimura, che vince quattro volte durante la stagione, affiancato da Tomoko Igata e per tre gare da Tomomi Manako. Nel 1995 il team conferma Tomoko Igata e Tomomi Manako per la classe 125 e fa salire nella classe 250 Takeshi Tsujimura. L'anno successivo si schiera al via della sola classe 250, con Takeshi Tsujimura e Yasumasa Hatakeyama. Nel 1997 schiera nella classe 500 una Honda NSR 500 affidata a Nobuatsu Aoki, che conclude terzo in classifica con quattro podi, mentre nella classe 250 il pilota titolare è Takeshi Tsujimura, che finisce in settima posizione.
Nel 1998 i piloti del team FCC TSR sono Matt Wait nella classe 500 su una Honda NSR 500 V2 e Haruchika Aoki in 250, provvisto di Honda NSR 250, che conquista anche un podio. La TSR partecipa anche come costruttore, fornendo la TSR-Honda 250 nella classe di mezzo anche ad altri piloti, come Luca Boscoscuro, Jeremy McWilliams, Roberto Rolfo e Jason Vincent, piazzandosi al 4º posto della classifica costruttori. Nel 1999 presenta al via in 500 Haruchika Aoki, affiancato da José Luis Cardoso, quest'ultimo con un team denominato Maxon TSR, venendo rimpiazzato in un gran premio da David de Gea; nella classifica costruttori è sesta. In questa stagione partecipa con la TSR-Honda AC50M, motocicletta dotata di telaio disegnato dalla stessa TSR, con motore fornito dalla Honda. Nella 250 limita il suo impegno al ruolo di costruttore, equipaggiando svariate squadre e piloti, ottenendo la quarta posizione. L'unica presenza diretta come team è quella di Tekkyū Kayō, usufruendo di una wild card nel GP di casa.
L'anno successivo il pilota per la classe regina è Yoshiteru Konishi, sostituito per un gran premio da Tekkyū Kayō, e il risultato finale nella classifica costruttori è il 5º posto. In 250 prevale nuovamente il ruolo di costruttore e viene confermata la quarta posizione in classifica; ancora una volta Kayo corre in Giappone come wild card. Nel 2001 prende parte solamente alla classe 125 con Noboru Ueda, che ottiene una vittoria nel GP d'Italia, portando il 5º posto tra i costruttori. Nel 2002 per la 125 viene ingaggiato Andrea Ballerini, che viene sostituito nelle ultime gare da Dario Giuseppetti, a sua volta affiancato per due volte da Joshua Waters.
Nel 2010 la TSR si ripresenta al via del mondiale nella classe Moto2 fornendo la propria TSR 6 al team JiR che per ragioni di sponsorizzazione la iscrive come Motobi. L'unica partecipazione con marchiatura TSR avviene alla gara casalinga schierando Yusuke Teshima. 

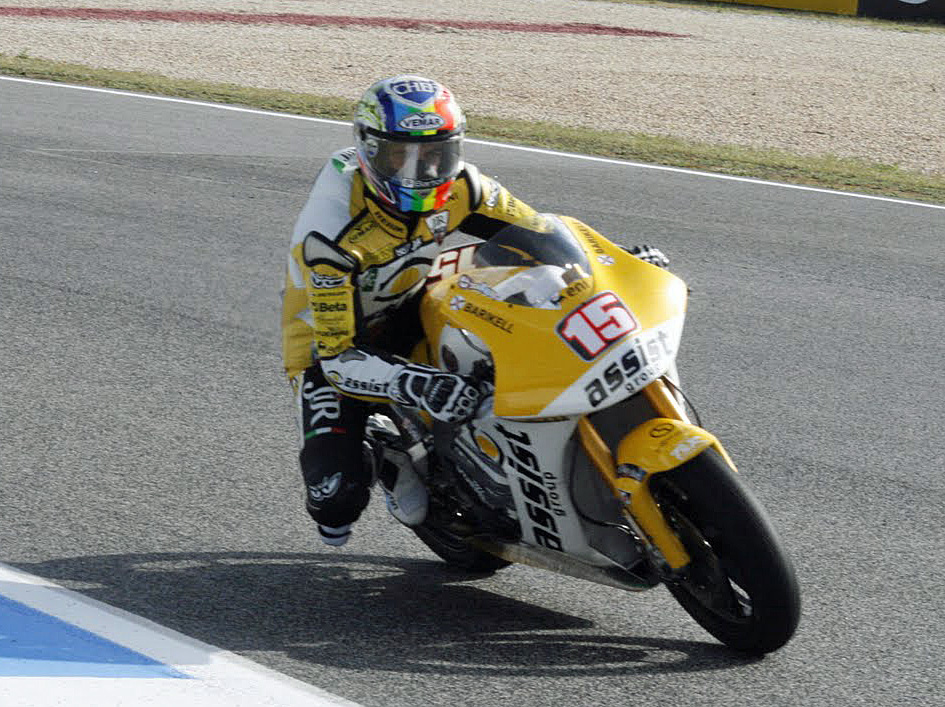
La TSR 6 marchiata MotoBi guidata da De Angelis in Moto2 nel 2011.

Nel 2011 continua il rapporto con JiR, che schiera il solo Alex De Angelis; inoltre prende parte in maniera diretta al GP di casa facendo correre Tomoyoshi Koyama, il rapporto continuerà per il 2012, 2013 e 2014.